# Trechispora
Trechispora P. Karst. (szorstkozarodniczka) – rodzaj grzybów z rzędu Trechisporales.

## Charakterystyka
Grzyby nadrzewne, saprotrofy, grzyby kortycjoidalne o bazydiokarpie rozpostartym lub siedzącym, cienkim lub grubym. Hymenofor gładki, ziarnisty, odontoidalny lub hydnoidalny, zazwyczaj jasny. System strzępkowy monomityczny lub dimityczny, strzępki zwykle z typowymi, ampułkowymi przegrodami i sprzążkami, w subhymenium krótkie, u niektórych gatunków występują strzępki szkieletowe. Cystyd zazwyczaj brak, ale mogą występować cystydopodobne strzępki. Podstawki krótkie cylindryczno-maczugowate, 4-sterygmowe ze sprzążką u podstawy. Bazydiospory małe, zwykle kuliste do elipsoidalnych, rzadko allantoidalne, gładkie lub ornamentowane, zwykle z pogrubionymi ściankami, nieamyloidalne, niecyjanofilne lub lekko cyjanofilne.
Trechispora charakteryzuje się przede wszystkim kruchym owocnikiem o zmiennym hymenoforze i często ampułkowatymi strzępkami.

## Systematyka i nazewnictwo
Pozycja w klasyfikacji według Index Fungorum: Hydnodontaceae, Trechisporales, Incertae sedis, Agaricomycetes, Agaricomycotina, Basidiomycota, Fungi.
Takson utworzył Petter Adolf Karsten w 1890 r. Synonimy:

- Dextrinodontia Hjortstam & Ryvarden 1980
- Echinotrema Park.-Rhodes 1955
- Fibriciellum J. Erikss. & Ryvarden 1975
- Fibuloporia Bondartsev & Singer 1944
- Fibuloporia Bondartsev & Singer 1941
- Hydnodon Banker 1913
- Osteomorpha G. Arnaud 1952
- Osteomorpha G. Arnaud ex Watling & W.B. Kendr. 1979
- Pseudohydnum Rick 1904
- Scytinopogon Singe 1945

Polską nazwę nadał Władysław Wojewoda w 1999 r. W polskim piśmiennictwie mykologicznym należące do tego rodzaju gatunki opisywane były także jako pleśniak, kolczak lub żagiew oraz jako grzebieniatka.
Gatunki występujące w Polsce:
- Trechispora alnicola (Bourdot & Galzin) Liberta 1966 – szorstkozarodniczka wielkopodstawkowa
- Trechispora araneosa (Höhn. & Litsch.) K.H. Larss. 1995 – szorstkozarodniczka motylkowokryształkowa
- Trechispora byssinella (Bourdot) Liberta 1966 – szorstkozarodniczka włóknista
- Trechispora candidissima (Schwein.) Bondartsev & Singer 1941 – szorstkozarodniczka pałeczkowatokryształkowa
- Trechispora cohaerens (Schwein.) Jülich & Stalpers 1980 – szorstkozarodniczka szerokozarodnikowa
- Trechispora confinis (Bourdot & Galzin) Liberta 1966[6]
- Trechispora elongata Miettinen & K.H. Larss. 2006[6]
- Trechispora farinacea (Pers.) Liberta 1966 – szorstkozarodniczka mączysta
- Trechispora fastidiosa (Pers.) Liberta 1966 – szorstkozarodniczka cuchnąca
- Trechispora hymenocystis (Berk. & Broome) K.H. Larss. 1994 – szorstkozarodniczka pęcherzykowata
- Trechispora incisa K.H. Larss. 1996 – szorstkozarodniczka widlastokryształkowa
- Trechispora invisitata (H.S. Jacks.) Liberta 1966[6]
- Trechispora kavinioides B. de Vries 1987[6]
- Trechispora laevis K.H. Larss. 1996 – szorstkozarodniczka gładka
- Trechispora microspora (P. Karst.) Liberta 1966[6]
- Trechispora minima K.H. Larss. 1996 – szorstkozarodniczka drobniutka
- Trechispora mollusca (Pers.) Liberta 1974 – szorstkozarodniczka dwupiramidalnokryształkowa
- Trechispora nivea (Pers.) K.H. Larss. 1995 – szorstkozarodniczka śnieżysta
- Trechispora silvae-ryae (J. Erikss. & Ryvarden) K.H. Larss. 1993[6]
- Trechispora stellulata (Bourdot & Galzin) Liberta 1966 – szorstkozarodniczka gwiazdkowatokryształkowa
- Trechispora stevensonii (Berk. & Broome) K.H. Larss. 1995 – szorstkozarodniczka rombowokryształkowa
- Trechispora subsphaerospora (Litsch.) Liberta 1974[6]
- Trechispora verruculosa (G. Cunn.) K.H. Larss. 1996 – szorstkozarodniczka brodawkowana

Nazwy naukowe na podstawie Index Fungorum. Nazwy polskie według Władysława Wojewody i innych.